# Либатик, Мэттью
Мэ́ттью Либа́тик (англ. Matthew Libatique; 19 июля 1968, Нью-Йорк, США) — американский кинооператор филиппинского происхождения. Трижды номинант на премию «Оскар» за фильмы «Чёрный лебедь» (2011), «Звезда родилась» (2019) и «Маэстро» (2024). Известен сотрудничествами с режиссерами Дарреном Аронофски, Спайком Ли, Брэдли Купером, Джоном Фавро, Оливией Уайлд и хип-хоп музыкантом Jay-Z.

## Биография
Родители — эмигранты из Филиппин. Изучал социологию и массовые коммуникации в Университете штата Калифорния в Фуллертоне, выпустился в 1992 году. Получил степень магистра изящных искусств в Американском киноинституте (1992—1995). Снимал рекламные и музыкальные видеоклипы (в том числе — с участием Трэйси Чэпмен, Jay-Z, Xzibit, групп The Cranberries, Incubus, Bad Religion и др.).
Постоянно сотрудничает с Дарреном Аронофски, Спайком Ли и другими независимыми режиссёрами. Работает на телевидении. Является членом Американского общества кинооператоров с 2002 года.

## Избранная фильмография
- 1993 — Протозоа / Protozoa (Даррен Аронофски)
- 1998 — Пи / Pi (Даррен Аронофски)
- 1999 — Сатурн / Saturn (Роб Шмидт)
- 2000 — Реквием по мечте / Requiem for a Dream (Даррен Аронофски; премия Независимый дух за лучшую операторскую работу)
- 2000 — Страна тигров / Tigerland (Джоэл Шумахер)
- 2001 — Джози и кошечки / Josie and the Pussycats (Гарри Элфонт, Дебора Каплан)
- 2002 — Телефонная будка / Phone Booth (Джоэл Шумахер)
- 2003 — Готика / Gothika (Матьё Кассовиц)
- 2004 — Не умирай в одиночку / Never Die Alone (Эрнест Дикерсон)
- 2004 — Она ненавидит меня / She Hate Me (Спайк Ли)
- 2005 — И всё осветилось / Everything Is Illuminated (Лев Шрайбер)
- 2006 — Не пойман — не вор / Inside Man (Спайк Ли)
- 2006 — Фонтан / The Fountain (Даррен Аронофски)
- 2007 — Роковое число 23 / The Number 23 (Джоэл Шумахер)
- 2008 — Железный человек / Iron Man (Джон Фавро)
- 2008 — Чудо святой Анны / Miracle at St. Anna (Спайк Ли)
- 2010 — Чёрный лебедь / Black Swan (Даррен Аронофски; номинации на премии «Оскар» и BAFTA за лучшую операторскую работу, премия МКФ Независимый дух за лучшую операторскую работу)
- 2010 — Железный человек 2 / Iron Man 2 (Джон Фавро)
- 2010 — Моя любовная песня / My Own Love Song (Оливье Даан)
- 2011 — Ковбои против пришельцев / Cowboys & Aliens (Джон Фавро)
- 2012 — Руби Спаркс / Ruby Sparks (Валери Фарис и Джонатан Дэйтон)
- 2014 — Ной / Noah (Даррен Аронофски)
- 2015 — Голос улиц / Straight Outta Compton (Ф. Гэри Грей)
- 2015 — Чирак / Chi-Raq (Спайк Ли)
- 2016 — Пеле: Рождение легенды / Pelé: Birth of a Legend (Майкл Цимбалист и Джефф Цимбалист)
- 2016 — Финансовый монстр / Money Monster (Джоди Фостер)
- 2017 — Сфера / The Circle (Джеймс Понсольдт)
- 2017 — мама! / mother! (Даррен Аронофски)
- 2018 — Звезда родилась / A Star Is Born (Брэдли Купер)
- 2018 — Веном / Venom (Рубен Флейшер)
- 2020 — Хищные птицы / Birds of Prey (Кэти Янь)
- 2020 — Выпускной / The Prom (Райан Мерфи)
- 2022 — Не беспокойся, дорогая / Don’t Worry, Darling (Оливия Уайлд)
- 2022 — Кит / The Whale (Даррен Аронофски)
- 2023 — Маэстро / Maestro (Брэдли Купер)

## Признание
- Номинант на премию «Оскар» (2011, 2019, 2024).
- Номинант на премию Британской киноакадемии (2011, 2024).
- Номинант и лауреат ряда премий за независимое кино. Был членом жюри кинофестиваля «Сандэнс» (2001, 2002).